# Страшенко Ольга Іванівна
Ольга Іванівна Страшенко (нар. 10 лютого 1950, Київ  — пом. 27 жовтня 2015, Київ) — українська письменниця, бібліотекар, літературознавець. Член Національної спілки письменників України з 1997 року. Лауреатка літературної премії імені Василя Симоненка НСПУ (1995), Республіканського конкурсу «Майстри гумору» (1988) та програми «Мистецький олімп України» (2009).
Нагороджена: Почесною відзнакою Національної спілки письменників України (2010, 2015), Грамотою Національної спілки письменників України (2012), Почесним дипломом Посольства Румунії в Україні (2012), подякою Київського міського голови (2001), Почесною Грамотою Київського міського голови (2006), подякою Голови Харківської районної державної адміністрації в м. Києві (2000), медаллю «До 1500-ліття Києва» (1982).

## Біографія
Народилася в родині залізничників Івана та Пелагеї Страшенків. Закінчила 1972 року з відзнакою бібліотечний факультет Київського державного інституту культури. Працювала в київській бібліотечній системі: 1974—2001 – завідувач бібліотеки імені Юрія Смолича  (розташовувалася в Корчуватому – історичній місцевості Києва), а в 2001—2015 – головний бібліотекар з масової роботи Централізованої бібліотечної системи Дарницького району  міста Києва.Провела значну кількість літературних вечорів, запросила до бібліотек чи не всіх найвідоміших українських письменників другої половини ХХ – початку ХХІ століття.
Син Ольги Страшенко – Лучканин Сергій Мирославович, доктор філологічних наук, професор  Інституту філології Київського національного університету імені Тараса Шевченка, член Національної спілки письменників України.

## Творча діяльність
Як письменниця публікується з 1979 року. Брала участь у нарадах письменників в Ірпені, Коктебелі. Рекомендації до вступу в Національну спілку письменників України  дали Іван Драч, Павло Глазовий і Тамара Коломієць.
Авторка поетичних книжок: «Вишивала мати» (1990), «Пам'ятник на шарнірах» (1991), «Полонянка» (1994), «Вітряні Гори» (1995), «Полювання на тигра… й не тільки на нього!» (Байки та притчі про тварин) (2006);
прозових творів: історичних романів «Візантійський лукавець» у 2-х томах (2005, 2006; про візантійського імператора ХІІ ст. Андроніка Комніна – «візантійського Сталіна»); «Закохана імператриця» (Єлизавета Петрівна та Олексій Розумовський) (2009);  «Пані Наталя – баламутниця жінок» (Художньо-документальний роман про Наталю Кобринську на тлі епохи) (2013); книги для дітей «Гуска з намистечком на шиї» (Оповідання, билиці та казки) (2009);
драматургії: «Сім вибраних п'єс» (2004), «Театральна афіша (30 вибраних п'єс)» (2014) та «Драматичні поеми про Київську Русь» (2007);
літературознавчих досліджень: «На перехресті двох Муз. Діалоги в Пущі-Водиці» (2005; у співавторстві зі Станіславом Малгановим), «Кобзар Віктор Лісовол – співець козацької долі» (2008).
Перекладала з давньогрецької, латинської, російської, білоруської, румунської, італійської, французької й англійської мов, авторка книги «Вибрані переклади та присвяти світочам зарубіжної літератури» (2007), переклади Ольги Страшенко вміщені також у виданнях «Хрестоматія румунської поезії ХІХ–ХХ ст.» (2002), «Поезія „До зірки“ Міхая Емінеску мовами народів світу» (2003), «Давньогрецька класична лірика» (2006), «Елліністична поезія» (2007), підручниках «Історія римської літератури» І. П. Мегели (2009; 2012), у харківському альманасі «Хист і глузд. Теорія і практика перекладу» (2012).
Підготовлено до друку рукописи «Світ урятувався, бо сміявся» (гуморески, афоризми, спогади та драматичні твори), «Сонце під парасолькою» (лірика, гумор та переклади), «Колоски на мистецькій ниві», книгу для дітей «Казки, легенди, оповідки» та ін.
Поезія, проза й переклади Ольги Страшенко неодноразово публікувалися в українській періодиці, в українськомовних виданнях Румунії («Наш голос», «Вільне слово»), в Австралії (за сприянням Дмитра Нитченка) та Канаді.

## Ольга Страшенко в Інтернеті

### Відеосюжети
Розповідає про випадок з матірʼю Марка Кропивницького
Читає вірш академіку Володимиру Ломакіну
Розповідає про Рената Польового у фільмі Романа Коваля

### Публікації творів Ольги Страшенко
Книга «Вибрані переклади та присвяти світочам зарубіжної літератури» (2007) [Архівовано 31 січня 2016 у Wayback Machine.]
Кава з перцем Ольги Страшенко [Архівовано 3 листопада 2016 у Wayback Machine.]
У зубопротезному кабінеті: гумореска [Архівовано 24 липня 2015 у Wayback Machine.]
Бібліотечний етюд: вірш [Архівовано 6 лютого 2016 у Wayback Machine.]

### Публікації про Ольгу Страшенко та її творчість
Ольга Страшенко і Румунія [Архівовано 29 січня 2016 у Wayback Machine.]
Анотації та зміст історичного роману Ольги Страшенко «Візантійський лукавець» [Архівовано 23 лютого 2016 у Wayback Machine.]
Рецензія Івана Мегели на роман Ольги Страшенко «Візантійський лукавець»
Рецензія Володимира Коломійця на роман Ольги Страшенко «Візантійський лукавець» [Архівовано 23 лютого 2016 у Wayback Machine.]
Про збірник «Язик до Києва доведе, або Цікаві ролі театру в школі» [Архівовано 29 січня 2016 у Wayback Machine.]
Про подарунок бібліотеці [Архівовано 30 січня 2016 у Wayback Machine.]
Пам'яті Ольги Страшенко [Архівовано 10 березня 2016 у Wayback Machine.]
Нестало життєрадісної письменниці Ольги Страшенко.- С.14. [Архівовано 30 січня 2016 у Wayback Machine.]
Померла життєрадісна Ольга [Архівовано 30 січня 2016 у Wayback Machine.]
1. 1 2 3 4  Чеська національна авторитетна база даних